# Šimon Sicilský
Šimon Sicilský (italsky Simone di Sicilia nebo Simone d'Altavilla, sicilsky Simuni di Sicilia, 1093 Palermo – 28. září 1105 Mileto) byl sicilský hrabě z normanské dynastie Hautevillů.
Narodil se jako starší syn Rogera, normanského vládce Sicílie a jeho třetí choti Adély z rodu Montferrato. Po otcově skonu roku 1101 osmiletý Šimon převzal otcův titul. Regentkou nezletilého syna a vládkyní Sicílie se stala vdova Adéla. Šimon zemřel v září roku 1105 a dědicem hrabství se stal jeho mladší bratr Roger.
| Předchůdce: Roger I. | Znak z doby nástupu | Sicilský hrabě 1101–1105 | Znak z doby konce vlády | Nástupce: Roger I. |